# Kioumars Heydari
Kioumars Heydari (in persiano کیومرث حیدری‎; Sahneh, 1964) è un generale iraniano, dal 2016 comandante delle Forze terrestri dell'Esercito della Repubblica Islamica dell'Iran.

## Biografia
Heydari è stato nominato comandante delle Forze terrestri dell'Esercito della Repubblica Islamica dell'Iran nel novembre 2016.
Nel 2022 è stato aggiunto alla lista delle sanzioni emesse dall'Ufficio del controllo degli assetti stranieri degli Stati Uniti e dall'Unione Europea insieme ad altri alti ufficiali dell'Esercito iraniano. Nel 2023 è stato aggiunto anche alla lista delle sanzioni emesse dal Regno Unito. Le sanzioni contro di lui ed altre figure di primo piano sono state la diretta conseguenza del ruolo nelle violazioni dei diritti umani e la repressione dei cittadini iraniani nelle proteste avvenute in Iran nel 2018-2019.
Il 13 giugno 2025 nella sua campagna di bombardamenti sull'Iran, Israele ha tentato di eliminare anche Heydari, ma la sua morte non è stata confermata.